# 邴原
邴 原（へい げん、生没年不明）は、中国後漢末期の学者、政治家。字は根矩。青州北海郡朱虚県（現在の山東省濰坊市臨朐県）の人。
華歆・管寧と並んで、その高潔な品性を讃えられた。

## 経歴
『邴原別伝』によると、11歳の時に父を亡くし家が貧しかったため、孤児となってしまった。邴原の隣家に寺小屋があり、邴原はその横を通って泣いた。先生にどうして泣いているのか問われると「孤児であると傷付き易く、貧乏であると感じ易いものです。第一に勉学ができるものは、必ず父兄が揃っているものです。彼らが孤児でなく、勉学ができる事を羨ましく思い、涙が流れたのです」と言った。先生が哀れに思い、彼のために泣いて「勉強する気があれば共に学んでもよい」と言うと、「月謝がありません」と答えた。そこで先生が「意志があるのなら、私は教えよう。報酬を求めはしない」と言ったため、こうして勉強できる事になった。邴原は年少者の間ではひと際優れ、一冬の間に『孝経』と『論語』を暗誦してしまった。
邴原は成長すると、立派な品行を保った。ある時、遠くに遊学したいと考え、安丘の孫崧の元に赴いたが、孫崧は邴原からの師事を辞退し「あなたは郷里の鄭君（鄭玄）を知っているか」と聞いた。彼が「はい」と答えたため、孫崧は「鄭君の学問は真に学者の師表だ。君は彼を差し置いて、千里を旅して来たが、それは鄭君を隣の丘さん扱いしている事が分からずに、はい、と言ったようなものだ」と諭した。すると、邴原はそれを聞き「先生のお言葉は、苦い薬、良い鍼とでも言うべきものです。しかし、私の気持ちを理解なさっていません。人にはそれぞれ希望している事があって、それは同じではないのです。山に登って玉を採るものがあれば、海に入って真珠を採るものもいます。しかし、山の者に海の深さは分からず、海の者に山の高さは分からないと言ってはよいのでしょうか。先生は私が鄭君を隣の丘さん扱いしていると思われていますが、先生も私を西隣の愚か者と思われているのですか」と意見した。これを聞いた孫崧は断わりの言葉を述べて「私の知っている人の中で、君程の人はいなかった。書物を分けてあげよう」と言い評価した。邴原は師を求め学問を始めるのは、気高い思想を持つ者と通じ合うためであり、分け合いという事があってから初めて成立する交際と同様ではないと考えていたので、書物などは何の役にも立たないと思ったが、孫崧の気持ちを尊重し、書物を受け取って帰った。しかし、家に帰ると書物を全部仕舞い込み、旅に出てしまった。邴原は酒好きであったが、旅に出てから帰るまでの8~9年間はほとんど口にせず、供も連れずに1人で歩き、行李を背負って、刻苦勉励した。陳留では韓卓、潁川では陳寔、汝南では范滂、涿郡では盧植と交わり、あるいは師事した。別れに臨んで、彼らは邴原が酒を飲まないので、米や肉を贈った。邴原は「昔はよく酒を飲みましたが、酒は気持ちを荒ませ、学業を駄目にしてしまうので、断ったのです。今は遠く離れている私に餞をして下さるのだから、一度だけ酒宴を催しましょう」と言って、一緒になって酒を飲んだが、朝から晩まで飲んでも少しも酔う事が無かった。そして、帰郷してから孫崧に書物を返却し、自分の気持ちを述べた。
邴原は州から招かれたが、拒んで出仕しようとしなかった。184年、黄巾の乱が勃発すると、一族郎党を率い鬱洲山の山中に難を避けるため逃れた。北海の相であった孔融が邴原を有道（管理推挙の一科目）として推挙し、『邴原別伝』によると自ら書簡を送って説得したが、邴原は黄巾が盛んであったため、そのまま遼東に赴いた。なお、『邴原別伝』によると、一度郡に召し出され、功曹主簿に任命された後、孔融から計佐に採り立てられた。その後、孔融が自分の目をかけていた男が罪を犯したので、殺そうとした事があった。邴原はただ一人だけ命乞いをしなかった訳を問われると、孔融の行為を『詩経』を引用して批判した。すると、孔融が冗談であったと言ったため「人を殺そうとしながら、冗談を言っていい世界がどこにあるのか」と言い、孔融を返答に困らせた。後、賄賂で乱れた政治に嫌気がさして、鬱洲山の山中に逃れたとある。
遼東では、同郡の劉政と共に勇気武略の持ち主とされた。太守の公孫度は劉政を恐れ憎んだため、家族を全員逮捕して、劉政を殺害しようとした。しかし劉政だけは辛うじて脱出する事ができた。公孫度が劉政を匿えば同罪であるとの布告を出したため、窮地に陥った劉政は邴原の元を頼った。『魏氏春秋』によると、劉政が邴原に「窮鳥懐に入る」と言ったため、邴原は答えて「どうしてこの懐に入れるとわかったのか」と言い、彼を匿ったという。ひと月余りが過ぎると、東萊郡の太史慈が帰郷する事が分かったので、劉政を彼に預けた。そして、公孫度に向かって「劉政の智略をあなたは恐れていた。しかし劉政は既に逃亡し、その智略が使われようとしている。恨みを二倍にさせないよう、劉政の家族を許すことが得策である」と述べ、劉政の家族を釈放させ、故郷まで帰れるように旅費を送ってやった。
邴原はその後も遼東に1年滞在したが、住居に身を寄せる者が数百軒、遊学の士も彼の下に集うようになった。剛直で直言する事を憚らない性格であったため、公孫度に迫害される事を心配した管寧の勧めを容れ、帰郷した（管寧伝のひく『傅子』より）。『邴原別伝』によると最初に故郷を離れてから10数年が経過していた。
『邴原別伝』によると、邴原は帰郷した後も多くの人に慕われ、学問において鄭玄と並ぶ名声を博した。やがて、後漢の実権を握る曹操に召し出され、司空掾となった。208年、曹操の子曹沖が亡くなったが、邴原も娘を亡くした。曹操は二人を合葬したいと望んだが、邴原が「合葬は礼に外れる」と言って断ったので、曹操もそれ以上言おうとはしなかった。
210年、はじめて置かれる事になった丞相徴事の職に、平原の王烈と共に転任した。邴原は曹操が外征にあたる時、張範と共に留守に回り、曹丕を補佐することが多かった（張範伝）。『邴原別伝』によると、曹丕が魏の太子になり五官将に任命された時も、周りの者と違い邴原だけは平静であった。曹操がその理由を尋ねると、主君が老年の時は世継を奉じないと回答した。またある時に曹丕から、主君と父のどちらが大事かと質問された時は、父であると即答した。
前任の涼茂が転任すると、後任として五官将長史になった。元々邴原は病気で休む事が多く、実務をこなさなかったため、曹操に徳が高く思い通りにならない人材と評価された（『邴原別伝』より）。この頃から家に引き篭もり、個人的な事で外出する事はなくなった。曹操が濡須方面で孫権征伐を行なっていた途中に死去した。